# Астроциты Альцгеймера II типа

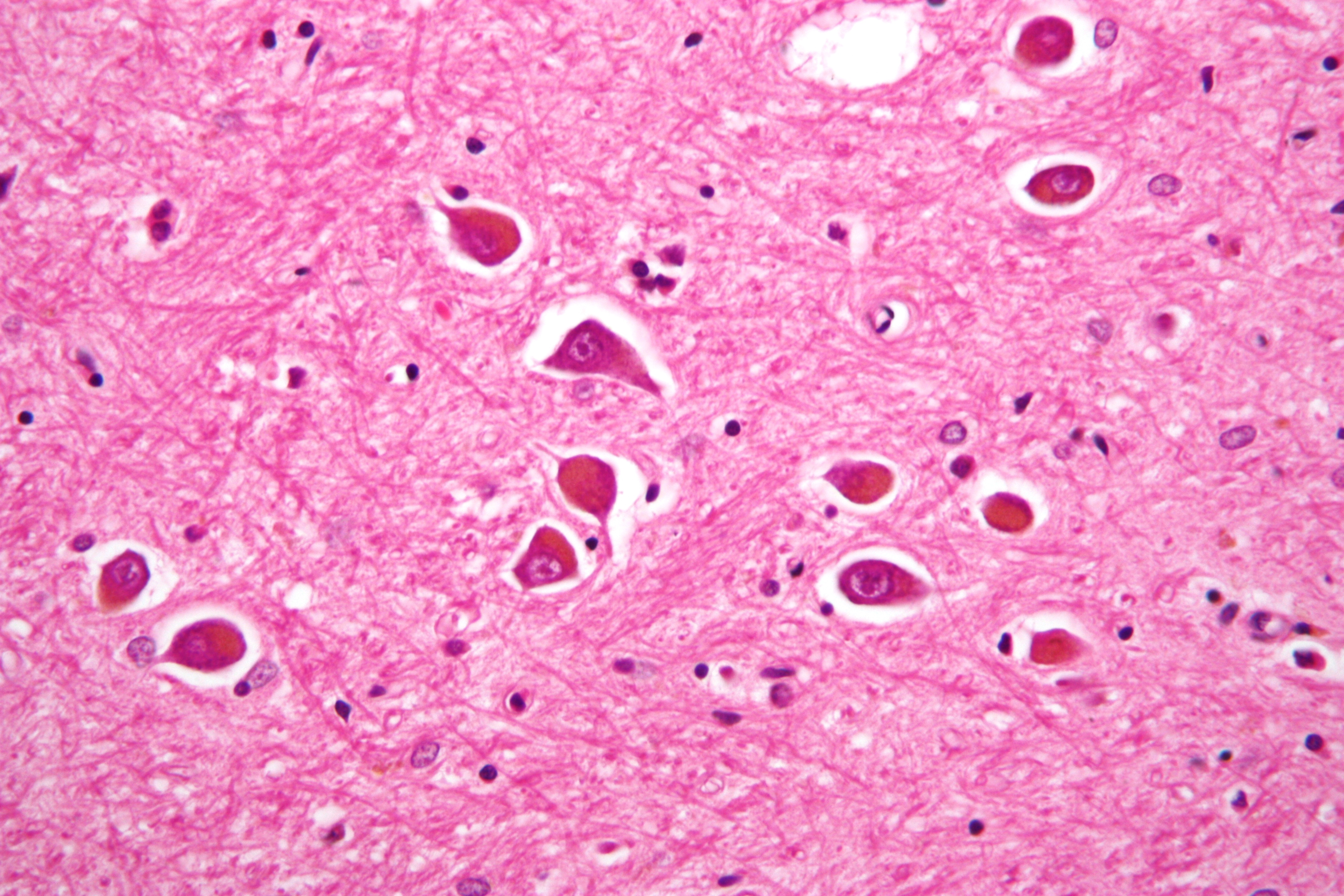
Астроциты Альцгеймера II типа (микрофотография)

Астроциты Альцгеймера II типа — патологический тип астроцитов, которые возникают при печёночной коме, болезни Вильсона — Коновалова и других метаболических энцефалопатиях, в том числе при алкогольной болезни печени. Названы в честь первооткрывателя А. Альцгеймера.

## Цитология

### Ядро
Они представляют собой астроциты с резко увеличенным ядром, окруженным небольшим ободком цитоплазмы . Хроматин смещён к его периферии. Часто в ядре находят гранулы гликогена.

### Органеллы
Нейроглиальные микрофиламенты распадаются. В связи с повышенным метаболизмом происходит 3—4-кратное увеличение эндоплазматического ретикулума и митохондрий.

## Патогенез возникновения
При печеночной недостаточности наступает цирроз, что ведёт к портальной гипертензии. В результате кровь не может в полном объеме проходить через печень, начинается сброс крови в анастомозы и формируется порто-системное шунтирование. Таким образом неотфильтрованная в печени кровь поступает в головной мозг.
В крови находятся азотистые токсины, которые проникают через ГЭБ. Среди токсинов наиболее доказана роль аммиака. Также определённую роль играют меркаптаны, фенолы, короткоцепочечные жирные кислоты, субстанции, подобные ГАМК и бензодиазепинам. Благодаря их влиянию в астроцитах нарушается экспрессия ключевых белков и ферментов, а морфологически происходит изменение в астроциты Альцгеймера II типа.